# Heuchlinger Mühle

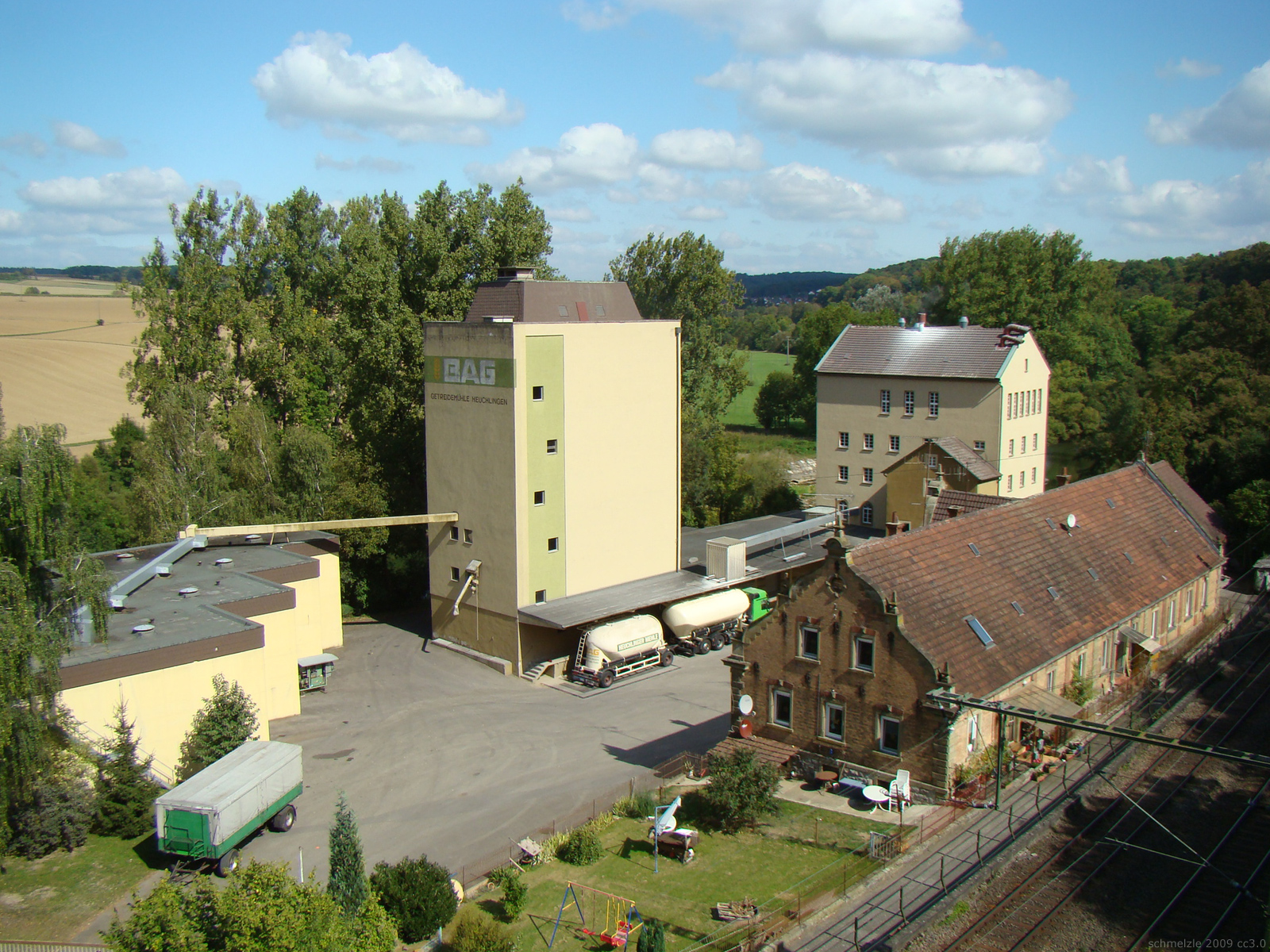
Heuchlinger Mühle

Die Heuchlinger Mühle ist ein historisches Mühlenanwesen unterhalb von Schloss Heuchlingen auf Gemarkung von Duttenberg, einem Stadtteil der Stadt Bad Friedrichshall im Landkreis Heilbronn im nördlichen Baden-Württemberg.

## Lage
Die Mühle liegt südlich an einem links von der Jagst abzweigenden, etwa 47 Meter langen Mühlkanal.

## Geschichte

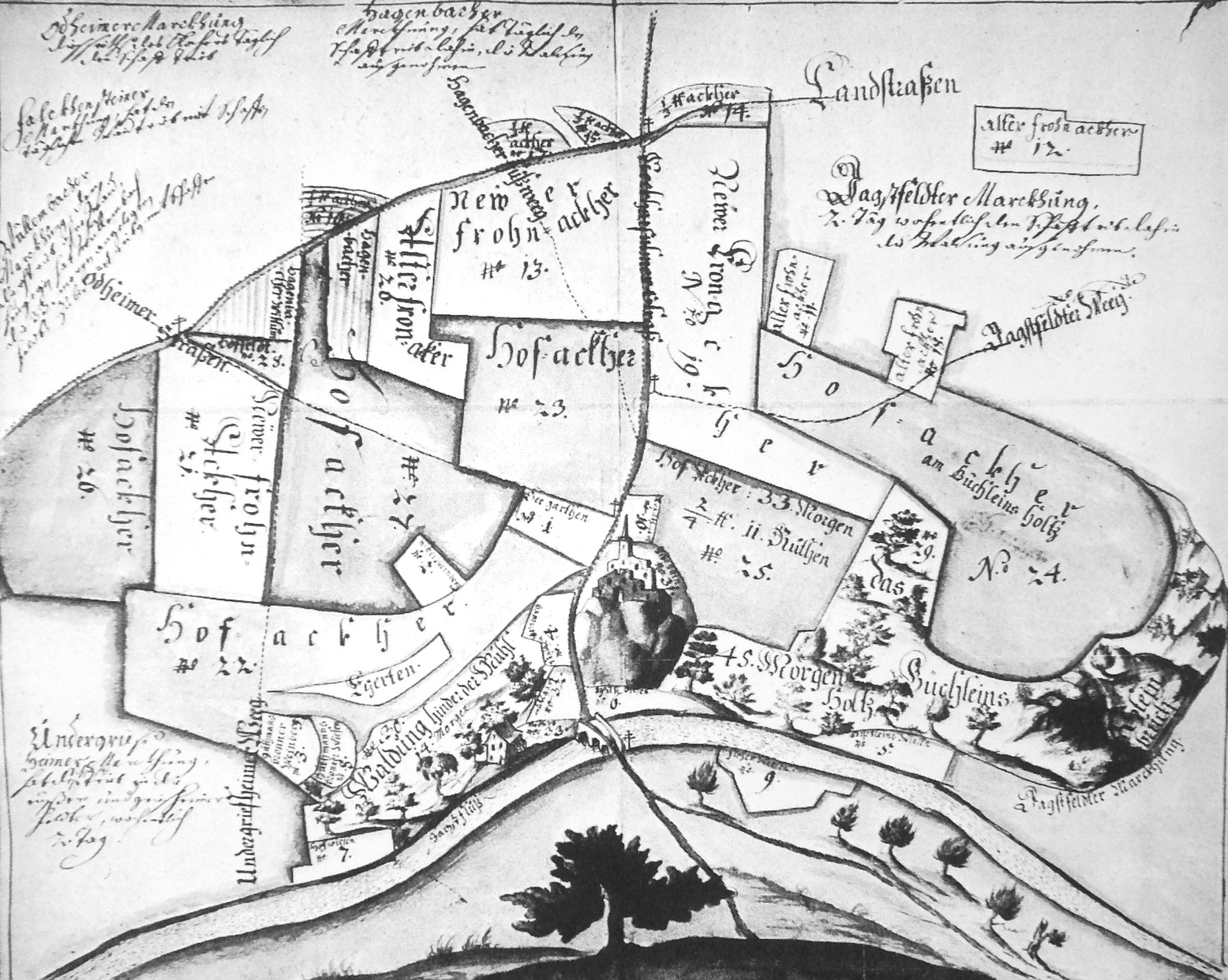
Plan von Heuchlingen 1711, die Mühle ist links unterhalb des Schlosses eingezeichnet

Die Mühle wurde bereits im Jahr 1222 im Zusammenhang mit Schloss Heuchlingen erstmals erwähnt und teilt lange Zeit dessen Geschichte. Schloss und Mühle wurden im Städtekrieg niedergebrannt und kamen 1506 zusammen an den Deutschen Orden. Die Mühle war danach Bannmühle für die Untertanen von sieben zugehörigen Deutschordens-Dörfern. Aus der Zeit nach 1670 haben sich zahlreiche Lehensbriefe für Müller erhalten, die jeweils für drei Jahre ausgestellt wurden, wobei die einzelnen Müller meist für längere Zeit die Mühle bewirtschafteten. 1781 wurde das Mühlenwehr erneuert, wobei berichtet wurde, dass das erste Wehr 440 Jahre gestanden habe, das letzte 107 Jahre.
Mit der Säkularisation des Deutschordensbesitzes 1805 kam das Schloss Heuchlingen an das Königreich Württemberg, die Mühle wurde an Privatbesitzer veräußert. Müller David Bauer errichtete 1834 eine Ölmühle mit Hanfreibe, später kam noch eine Schleifmühle hinzu. 1866 wurde der Mühlenbann aufgehoben. Müller Heinrich Zipp ließ 1879 die Ölmühle, die Hanfreibe und die Schleifmühle wieder abreißen und baute die Mühle zur Kunstmühle mit Überfallrad um. 1924/25 erwarb die BAG Jagstfeld das gesamte Mühlenareal. 1934 erhielt die Mühle eine Francis-Turbine mit einer Leistung von 155 PS, die 1959 durch eine Schachtturbine ersetzt wurde.
Heute werden in der Mühle hauptsächlich Weizen und Roggen gemahlen, dazu stehen elf Doppel-Walzenstühle und zwei Hochleistungs-Plansichter zur Verfügung. Die Tageskapazität liegt bei 60 Tonnen. Nachdem die Turbine der Mühle bereits Strom an das öffentliche Stromnetz abgegeben hatte, wurde in den letzten Jahren noch ein zusätzliches Wasserkraftwerk am Mühlenwehr erbaut, das eine Leistung von 1,2 Mio. Kilowattstunden hat.